# Simulium suzukii
Simulium suzukii är en tvåvingeart som beskrevs av Rubtsov 1963. Simulium suzukii ingår i släktet Simulium och familjen knott. Inga underarter finns listade i Catalogue of Life.